# أوليفر دريك (لاعب كرة قاعدة)
أوليفر دريك (بالإنجليزية: Oliver Drake) هو لاعب كرة قاعدة أمريكي، ولد في 13 يناير 1987 في ورسستر في الولايات المتحدة.

## وصلات خارجية
- أوليفر دريك على موقع دوري كرة القاعدة الرئيسي (الإنجليزية)
- أوليفر دريك على موقعبيزبول رفرنس.كوم (الدوري الرئيسي) (الإنجليزية)
- أوليفر دريك على موقعبيزبول رفرنس.كوم (الدوري الثانوي) (الإنجليزية)
- أوليفر دريك على موقع إي إس بي إن.كوم (أم.أل.بي) (الإنجليزية)
- أوليفر دريك على موقع مشجعي الرسوم البيانية (الإنجليزية)